# Mounir Benkassou
Mounir Benkassou est un footballeur marocain né en 1976. Il évolue au poste de milieu de terrain au Kawkab de Marrakech. Son club formateur est l'AS FAR, l'un des clubs de la capitale.
Mounir Benkassou a remporté la Coupe de la CAF en 2005 avec les FAR de Rabat. Il a figuré dans le Onze d’Or 2003 du GNF 1.
Mounir Benkassou a reçu une sélection avec l'équipe du Maroc lors de l'année 2004.

## Carrière
- 2002 - 2004 : CODM de Meknès  Maroc
- 2004 - 2007 : FAR de Rabat  Maroc
- Depuis 2007 : Kawkab de Marrakech  Maroc[1],[2]

## Statistiques
| Matches internationaux de Mounir Benkassou | Matches internationaux de Mounir Benkassou | Matches internationaux de Mounir Benkassou     | Matches internationaux de Mounir Benkassou | Matches internationaux de Mounir Benkassou | Matches internationaux de Mounir Benkassou | Matches internationaux de Mounir Benkassou | Matches internationaux de Mounir Benkassou |
| 0                                          | Date                                       | Lieu                                           | Adversaire                                 | Score                                      | Résultats                                  | Compétitions                               |                                            |
| ------------------------------------------ | ------------------------------------------ | ---------------------------------------------- | ------------------------------------------ | ------------------------------------------ | ------------------------------------------ | ------------------------------------------ | ------------------------------------------ |
| 1                                          | 18 février 2004                            | Complexe sportif Moulay-Abdallah, Rabat, Maroc | Suisse                                     | —                                          | 2-1                                        | Match amical                               |                                            |

## Palmarès
- Vainqueur de la Coupe de la CAF en 2005 avec les FAR de Rabat
- Finaliste de la Coupe de la CAF en 2006 avec les FAR de Rabat
- Champion du Maroc en 2005 avec les FAR de Rabat
- Vainqueur de la Coupe du Trône en 2007 avec les FAR de Rabat